# Mai-Otome
A Mai-Otome My-Otome (舞-乙HiME; Hepburn: Mai-Otome) japán animesorozat, amelyet Masakazu Obara rendezett. A My-HiME anime sorozatból nőtte ki magát, annak második évadjaként indult, de más helyen és időben játszódik, jóllehet ugyanazokkal a szereplőkkel (többségében).
A sorozat 26 epizódból áll, amelyekhez a DD-megjelenéskor extra videókat adtak. 2006 októberétől jelent meg Japánban a sorozat "folytatása", a Mai-Otome Zwei, amely egy OAV (Original Anime Video, csak videó/digitális formában kapható anime, amelyet sem a televízió nem sugároz, sem a moziban nem vetítenek) sorozat, 4 részben fűzi tovább a történetet. Előtörténete a Mai-Otome 0 ~S.ifr~ (舞-乙HiME 0~S.ifr~), amely Lena Sayers idejében játszódik. A sifr (صفر) arab nyelven a nulla számot jelenti és az egyik főszereplő neve is ez.
(Az otome szó japánul szüzet jelent)

## A háttér
A Mai-Otome helyszíne az Earl bolygó, amelyet földi telepesek népesítettek be a történet kezdete előtt. Fejlett technológiával rendelkeztek, amelyből történetünk kezdetekor már nem sok maradt. Ennek oka, hogy a sorozatbeli időhöz képest háromszáz évvel korábban kitört egy háború (a Tizenkét Királyság Háborúja). A harcok során csaknem az egész bolygó népessége odaveszett volna, ha nem lép közbe Fumi Himeno, a Ragyogó Fehér Gyémánt.

### Az első otome
Himeno volt az első otome, aki a földi nanotechnológia, illetve ezen át a materializáció segítségével egymaga képes volt megállítani egész hadseregeket. Azért, hogy ilyen háború többet ne fordulhasson elő, megalapította a Garderobe-ot ("ruhásszekrény", ennek a továbbiakban jelentősége lesz), ahol az otomékat képzik. Az otomék ugyanis egyszemélyben is képesek eldönteni egy háború sorsát, mivel csakis ők vannak birtokában a nanotechnológiának.

### Nanotechnológia, materializáció
A nanotechnológia lényege, hogy az otome testébe nanogépeket ("nanomachines") ültetnek. Ezek az apró mechanikus sejtek beépülnek a testbe, és a materializációs folyamat során életre hívják a robe-ot ("ruha"). Tulajdonképpen az otome ereje ebben a "ruhában" rejlik: maguk az otomék közönséges lányok, akik emberfeletti erővel, a repülés képességével és különleges harci technikákkal csak akkor bírnak, amikor a "ruha" rajtuk van.

### A "robe"
A ruhát ők maguk nem hívhatják elő, megakadályozva az önkényeskedést, illetve ezzel a visszacsatolással tartják kordában az otomék nem ritkán pusztító erejét. Az otomék többsége egy "urat" szolgál, aki lehet király, más uralkodó, de akár miniszterelnök is (Earl országaiban is különbözőek az államformák).
Az elsőéves otome-tanulók ruhája korálszínű (az animében pirosas-rózsaszín), a másodéveseké szürke, a végzett hallgatóké pedig általában a fülükben viselt drágakő által véletlenszerűen materializált szín.

### A G.E.M.
Az otome "gazdája" visel egy gyűrűt, vagy más ékszert, amelyben található egy aktivációs drágakő – ugyanilyen drágakövet visel az otome is a fülbevalójában. Ez a G.E.M. (gem angolul drágakövet jelent, a rövidítés teljességben: Generable Enigmatic Matrix), amely irányítja az otome testében a nanogépeket, illetve a materializációt, ezen kívül kommunikálnak a központi hálózattal.
Az otome gazdája a kőre adott csókkal "aktivizálja" a nanogépeket az otome szervezetében, aki így képes materializálni a robe-ot. Az akadémia oktatói a központi rendszertől kérnek engedélyt, míg a diákok G.E.M.-jét csak ők aktiválhatják.
Valamennyi G.E.M. ugyanonnan származik, mégpedig az alapító Otome, Fumi Himeno testéből. Az első otome a Garderobe pincéjében egy stázistartályban pihen, és valamilyen kémiai eljárással a testnedveiből állítják elő mint a Korálokat, mind a Gyönyöket, illetve az Öt Pillér drágakövét, és a kiküldött otomék gazda-köveit, a "meister G.E.M.-eket".
A G.E.M. csak egy olyan nő testéből állítható elő, aki korábban otome volt, majd anya lett. Fumi Himeno, a Ragyogó Fehér Gyémánt képes volt rengeteg különböző kő előállítására, míg a történetben előforduló másik exotome csupán fekete ónixokat tudott produkálni.

### Az otome szerepe
Az otome elsődleges feladata a gazdája védelme és utasításainak feltétel nélküli követése. Persze mindig az adott hűbérúr vérmérsékletétől függ, hogy ez mennyire használja ki. Azonban a rendszer a negatív visszacsatolás elvén működik: ha egy uralkodó harcba küld egy otomét, vagy háborút indukál, illetve ha az otome a harcban elesik, ő maga is meghal. (Ugyanez fordítva is igaz: ha egy otome nem teljesíti a feladatát, és nem tudja gazdáját megvédeni, annak halálakor ő is megsemmisül.)
Vannak független otomék is, akik nem szolgálnak senkit: ők a Gardrobe iskola vezetői, az "Öt Pillér". A robe aktivizálásához ők a központi "rendszerhez" folyamodnak. A nanogépek felelősek a robe előhívásán kívül az otome testén keletkezett sérüléseket is begyógyítani. A nanogépek egészen az otome haláláig a testében maradnak, ez alól egyetlen kivétel létezik: ha férfi spermium kerül az otome testébe ("elveszti a kvalifikációját"); ez ugyanis kigyilkolja a nanogépeket. Ezért is lehetnek az otomék (ahogy a nevük is mondja) csakis érintetlen lányok, amelynek további nem titkolt célja, hogy az otome csakis a feladataival foglalkozzon, a szerelem ne vonja el a figyelmét.

### Otome-kultusz
Ötven évvel a történet kezdete előtt zajlott az utolsó háború (a Sárkánykirály háborúja), amelyben otome és otome különböző országok nevében egymás ellen harcolt. (Ez azért is különösen kegyetlen dolog, mivel az otomék a Garderobe-ban egymással nagyon közeli baráti kapcsolatban élnek.) A történet szempontjából ennek azért van jelentősége, mert felnőtt egy egész generáció anélkül, hogy otomékat harcolni látott volna.
Az emberek szemében az otomék megközelíthetetlen, szépséges és különleges nők, akik koronás fők szolgálatában állnak, és komoly politikai erőt képviselnek (mint testőrök és tanácsadók). Az otoméknek hatalmas kultuszuk alakult ki, egész "rajongói klubok" nyíltak, ahol az otomék egy-egy szerencsésen ellőtt fotójáért vagy ellopott ruhadarabjáért a fanatikus gyűjtők vagyonokat képesek fizetni.

### Előzmények
A történet fő helyszíne Windbloom királyság, melynek uralkodópárját titkos terrorista csoportok meggyilkolták, mindennek már tizennégy éve. Az anime bevezető képsoraiban látjuk, hogy Windbloom királyság otome harcosa a lángoló kastélyból kimenekít egy csecsemőt, majd egy mózeskosár-szerű kapszulában a város folyójára bocsát, nyakában az ország GEM-jével (az Azúr Égbolt Zafírja).
A gyermek Windbloom hercegnője volt. Amit biztosan tudunk, hogy a történet elején felbukkan Windbloomban egy tizennégy éves lány, a nyakában egy medállal, amely az ország korábbi otoméjéhez tartozott, és aki azt állítja: azért jött Windbloomba, hogy otome lehessen, akárcsak az édesanyja.

## A történet
A már említett lány, Arika Yumemiya a távoli Galeria tartományból Windbloom-ba érkezik, mivel ez az egyetlen hely Earl-ön, ahol otoméket képeznek, nem máshol, mint a Garderobe akadémián. Az iskola minden évben ötven diáklányt vesz fel, akik az oktatás ideje alatt feltételesen kapnak egy G.E.M.-et: az elsőéveseknek ez egy Korál gyöngyszem, a másodéveseknek (akik már csak huszonöten vannak) egy Igazgyöngy.
Arika szeretne bekerülni az iskolába, ami nem könnyű, hiszen az alacsony létszám miatt nagyon megválogatják a hallgatók összetételét, és a létszám év elején betelt. A sors mégis úgy hozza, hogy az iskola egyik magas rangú otoméja Shizuru Viola (az Elbűvölő Ametiszt) megmenti Arikát, és a sérült lány felépüléséhez nanogépeket fecskendeznek a testébe. Így nem hivatalosan bár, de Arika mégis bekerül a Garderobe-be, kap egy Korál G.E.M.-et és egy korálszínű ruhát is.
A városba érkezése első napján megismerkedik az iskola legkiemelkedőbb elsőéves diákjával, Nina Wang-gal, aki rideg, büszke és megközelíthetetlen; az egyetlen ember, aki képes mimikát csalni az arcára nem más, mint Sergey, a nevelője/örökbe fogadója.
Sergey nem más, mint a szomszédos Artai királyság nagyhercegének, az ugyancsak tizennégy év körüli Nagi-nak a titkára. Mint a sorozatból kiderül, Sergey régen szerelmes volt Arika édesanyjába, aki – lássanak csodát – csakugyan Windbloom vezető otoméja volt. Ezért aztán felelősséget érez a városba érkezett árva kislány iránt, ami fogadott lánya, Nina szemében Arikát csak még ellenségesebbé teszi.
Arika megismerkedik továbbá Mashiro-channal (Mashiro Blanc de Windbloom) hercegnővel, aki szokásához híven éppen lázad és szökésben van a palotából. Arika ezzel párhuzamosan szembesül a "pletykákkal" arról, hogy lehet, nem is Mashiro Windbloom hercegnője, mert a tizennégy éve történt palotapuccs idején egy időre eltűnt. Aggodalmat kelt Arika felbukkanása, nyakában az Azúr Égbolt Zafírjával, így többen is (mint például az intrikus Nagi herceg) úgy gondolják, Windbloom igazi öröke valójában Arika.
Mielőtt fény derülhetne az igazságra, Mashiro hercegnőt megkoronázzák, így a korábbi intrikák értelmüket vesztik. Nagi herceg azonban nem tesz le arról a szándékáról, hogy elfoglalja Windbloom-ot, és ezzel átvegye a területi igazgatás jogkörét a Garderobe iskola fölött, amely korlátlan hatalommal ruházná fel. Elképzelései végül megvalósulnak, Windbloom királysága fölött átveszi az uralmat, és a Garderobe Öt Pillérjét elmozdítja a helyéről, helyükre pedig az új rendszerhez hű végzős otome-diákokat állít. Csak Arika és néhány távolba szakadt otome, illetve lázadó csoport segítségével juthat vissza Mashiro hercegnő a trónra, hogy ismét rendet tegyen az országban.

## A szereplők

### Korál Otome
- Arika Yumemiya – egy korábbi otome, Lena Sayers lánya. Nyakában hordja Winbloom drágakövét, az Azúr Égbolt Zafírját, ezért sokáig azt hiszik, ő Windbloom elveszett hercegnője (mivel az igazi hercegnő nyakában a kövekkel lett kimenekítve a kastélyból – ám később ez a kő Arika nagymamájához, és rajta keresztül hozzá kerül). Mashiro hercegnő otoméje.
- Nina Wang – Ninát örökbefogadója, Sergey Wang egy terroristák lakta kazamata-rendszerben találja, az árva kislányt több más gyerekhez hasonlóan orgyilkosnak akarták nevelni. Mint az a sorozatból kiderül, Nina ereiben nemei vér csörgedezik, mert Windbloom legendás fegyverét, a Harmóniumot egy személyben tudja megszólaltatni (erre pedig csak az uralkodó örököse és az otoméje együtt lehetne képes). Később ezt alátámasztani látszik a tény, hogy Nina megtalálásának helyszínén fotó készült egy ugyanolyan kapszuláról, amiben Windbloom otoméja útjára bocsátotta a hercegnőt. Nagi otoméje lesz, drágaköve a Hatalmas Fekete Gyémánt.
- Erstin Ho – Erstin Arika és Nina szobatársa, egy csendes, szőke lány Annan-ból. Hárman elválaszthatatlan barátnők lesznek, ő közvetít Arika és Nina között. Később azonban sorsa tragikus fordulatot vesz: a Ho család ugyanis a Tizenkét Királyság Háborújában súlyos veszteségeket szenvedett, bosszúból csatlakoztak a Schwarz (németl: fekete) nevű terrorista mozgalomhoz, aminek célja a Garderobe által birtokolt nanotechnológia világméretű elterjesztése. A sorozat végén Arika megmentése érdekében feláldozza magát.
- Irina Woods – Irina is Arika és Nina barátnője, de mivel nem szobatársak, ezért leginkább csak az iskolában látni őket együtt. Irina nagyon vidám lány, emellett ő képviseli a csapatban a technokrata vonalat is.
- Tomoe Marguerite – Nina után ő a legjobb diák a Korálok között. Titokban szerelmes a Garderobe egyik oktatójába, Shizuru Violába; és betegesen féltékeny Arikára, amiért ő szoros kapcsolatban áll a tanárnővel. Amikor a politikai rendszer megváltozik, elsőként csatlakozik a "lázadó otomékhez", vagyis a Valkűrökhöz.

### Gyöngy Otome
- Akane Soir – a legígéretesebb diák a végzősök közül. Szerelmes Cardair királyság hercegébe, Kazuyába, és nem tudja eldönteni, hogy az otoméja vagy a felesége lenne-e szívesebben. A diplomája megszerzése után a Garderobe azonban egy másik országnak közvetítené ki, ám az ünnepélyes avatási ceremónián Kazuya herceg beavatkozik, és feleségül kéri. Az események szerencsétlen összjátéka folytán Akane mégsem veszíti el a "kvalifikációját", így még a második Mai-Otome sorozatban is harcol.
- Chie Hallard – igazán fiús egyéniség, akit sokszor látunk kék rózsával ábrázolva (a rózsa japánban a férfi homoszexualitás jelképe, lásd még: yaoi.) Ő is csatlakozik a Valkűrökhöz, ám csupán azért, hogy megfigyelhesse őket. Kedvese Mashiro hercegnő szobalánya, Aoi, akit még a kórházban is meglátogat. A sorozat végén ő is avatott otome lesz, és Aries köztársaságban Haruka Armitage beosztottja.
- Shiho Huit – Kazuya herceghez hasonlóan ő is Cardair királyságból származik. Különleges ismertetőjele, hogy egy woodo-babával jár mindenhová, és a neki nem tetsző embereket "megbűvöli" vagy "megspirálozza" vele (tekergeti körbe-körbe a baba fejét). Humoros karakter, általában minden ártó szándéka balul sül el – ám a sorozat végén őt is felavatják, drágaköve a Spirál Szerpentin, és Akane helyére kerül.
- Juliet Nao Zhang – Nao-sempai a tutora Ninának, Arikának és Erstinnek is. Annak ellenére, hogy állandóan lóg az órákról, és rossz nevelésben részesíti az alá beosztott Korálokat, igazi harcos. Windbloom "Robin Hoodja", aki a "csíkosingesekkel" a város éjszakai nyugalmáért felel. Nem tagja a "triásznak", vagyis nem tartozik az első három gyöngy közé – ám az alapító mégis őt választja ki az Öt Pillér egyikének.

### A Garderobe oktatói
- Natsuki Kruger – az iskola igazgatónője, az Öt Pillér egyike, G.E.M.-je az Ezüst Jég Kristálya. Szoros barátság fűzi Shizuru Violához. Hidegvérű, de nagyon eszes és jóindulatú nő.
- Shizuru Viola – csinos, borzasztóan nőies otome. Az Öt Pillér közül ő az egyetlen, aki megmenekül a börtön elől, amikor Nagi átveszi az uralmat a Garderobe fölött – az egyik diákja, a reménytelenül szerelmes Tomoe a szobájában rejtegeti ez idő alatt.
- Maria Graceburg – az egyik legidősebb otome a Garderobe-ban, tanár és alkalmazott az iskola berkeiben; a diákok nagyon félnek tőle, és hatalmas meglepetést kelt, amikor az őszülő matrónát átváltozva harcolni látják.
- Yukariko Steinberg – Nina és Arika osztályfőnöke.
- Yoko Helene – az iskola technikus-otoméje, akit titokzatos kapcsolat köt az aswadi emberekhez.
- Sarah Gallagher – az Öt Pillér egyike. Lázadó jellem, aki szereti kikarikírozni a társai hibáit. Denevérszerű fekete ruhát hord, kiváló a humorérzéke. A sorozatban csak a 24-ik részben bukkan fel, de az OAV-ban több szerephez jut.
- Maya Blythe – ő is az Öt Pillér egyike, és ugyancsak későn bukkan fel a történetben. Szerepe szerint kimenekíti Akanét a "nászéjszakájáról", hogy megőrizze a kvalifikációját, mert a végső csatában minden otoméra szükség van.

### Windbloom királyság
- Mashiro-chan, Mashiro Blanc de Windbloom – Windbloom örököse, később uralkodója. Nagyon gyerekes, és sokat veszekszik Arikával, ám a sorozat ideje alatt nagyon összekovácsolódnak, és Arika Mashiro-chan otoméje lesz, miután megszerezte a Garderobe-ban a képesítését.
- Mikoto – Mashiro kövér, fekete macskája, nyakában egy csengettyűvel. Imádja a tokiha gombát amivel egyszer komoly bajba keveri Arikát. Teli van élettel és titokkal. Nagyon "kavaii", vagyis aranyos.
- Aoi Senoh – Mashiro szobalánya, akit általában elővesznek a hercegnő magaviselete miatt.

### Artai
- Nagi d'Artai – a fiatal herceg komoly politikai törekvéseket dédelget. Sokat cukkolja Mashiro hercegnőt, de mindezt kedvesen teszi. Puccsot kísérel meg ellene, ami ideig-óráig tartó eredményt hoz, majd megbukik és börtönbe kerül.
- Sergey Wang – Nina örökbefogadója, és Nagi személyi titkára. Titokban egyengeti Arika útját, mivel egykori szerelmét (Arika anyját) látja benne. A sorozat végén elveszíti az emlékezetét, így őt nem büntetik Nagival együtt, csupán száműzik Windbloom-ból.

### Aries Köztársaság
- Yukino Chrisant – Aries miniszterelnök-asszonya, egy pici, filigrán, nagyon csöndes és nagyon intelligens, ugyanakkor határozott vezető.
- Haruka Armitage – Yukino otoméja, és személyes ellentéte. Hangos, harcias és agresszív, az otome legfőbb jellemvonásának azt tartja, hogy legyen "tökös". Az összes otome közül egyedül az ő nappal viselt ruhája van erősebben kivágva, G.E.M.–je a mangában Topáz, az animében az Elszánt Topáz.

### Aswad (Asgard)
Aswad egy sivatagos terület, az itt lakókról az hírlik, hogy nagyon zárkózottak és bosszúállóak. Az aswadi emberek vezetője, Midori azonban befogadja a menekülő Mashirót és Arikát. Mivel a Tizenkét Királyság Háborúja idején a terület gyakorlatilag sugárfertőzött lett, Midori és a többi társa azért küzdenek, hogy a nanotechnológia révén segíthessenek a betegeken. Midori gyakorlatilag tizenhét éves kora óta "halott", ahogy az őt körülvevő harcosok is többségében mű szervekkel és végtagokkal, kiborgként léteznek csupán.

### Egyéb
- Mai Tokiha – Ő csak a huszonharmadik részben bukkan fel. Ékköve a Tűzkeverő Rubin. Natsuki osztálytársa és szobatársa, egyben örök versenytársa is volt még iskoláséveik során. A Mai Otome Zwei-ban kulcsszereplővé növi ki magát.